# のぞみ34号重大インシデント
のぞみ34号重大インシデントは、2017年（平成29年）12月11日に、東海道・山陽新幹線のぞみ34号（N700系）で発生した重大インシデントである。

## 概要
2017年12月11日、博多13時33分発東京行き「のぞみ34号」で運用されるN700系5000番台K5編成（西日本旅客鉄道（JR西日本）博多総合車両所所属、川崎重工業製）は博多駅を定刻通り発車したが、発車直後の13時35分、客室乗務車掌が13号車のデッキで甲高い音を認めた。車掌長が客室乗務車掌とともに当該音を確認したが、通常と変わりがないと感じた。
その後、小倉駅 - 広島駅間を走行中に客室乗務車掌とチーフパーサー、パーサーAが7号車および8号車の近くで鉄を焼いたような臭気を認めた。同駅間で客室乗務車掌は、またもや13号車のデッキで甲高い音を認めている。
14時18分、車掌長は運用指令員に7号車および8号車から臭気がする旨を報告した。運用指令員は車掌長に対して、他の異常な音の有無や旅客からの申告の有無を尋ね、それに対し車掌長は他に異常な音はない旨、旅客からの申告もない旨を報告した。
14時26分、運用指令員は車掌長に対して7号車および8号車から臭気があることを再度確認した上で、他に気がかりなことがないかを確認すると車掌長は「ない」と答えた。
14時29分、客室乗務車掌は11号車の車販準備室の前の通路において、焦げたような臭気を認めた。
広島駅到着直前の14時30分、運用指令は岡山支所の車両保守担当当直に対して「のぞみ34号」の車内で臭気がある旨を伝達し、車両保守の担当社員の乗車を手配した。その後、岡山駅でJR西日本博多総合車両所岡山支所の車両保守の係員が添乗して確認したところ、編成の一部でモーターの異音を認識し、係員が「次の駅で列車を止めて点検したらどうか」と提案したものの、東京にある新幹線総合指令所の輸送指令が「運行に影響なし」と判断し、そのまま運転を続行した。
その後、新大阪駅で東海旅客鉄道（JR東海）の乗務員に交代し、JR東海の輸送指令が「念のため」と異臭の確認指示を出したところ、車掌が京都駅を過ぎたところで異臭を報告してきたため、名古屋駅14番線ホームに到着後、JR東海名古屋車両所の係員が床下の点検を行った（17時3分ごろ）。その結果、13号車（東京駅側から4両目、車両番号785-5505）東京寄りの台車周辺（歯車箱付近）に油漏れが発見され、当該列車は名古屋駅で運転打ち切りとなり、乗客は全員、後続列車に振り替えられた。
その後さらに車両を調べたところ、13号車東京寄りの動力台車にあるWN継手（三菱電機製）が焦げたように変色し、ギアボックス（新日鉄住金製）には油が付着、また台車の枠組み部分（JFEスチール製鋼材）に亀裂が発見された。
翌12月12日、JTSB（国土交通省運輸安全委員会）は脱線事故につながる危険性があると判断し、この案件を新幹線鉄道としては史上初の「重大インシデント」として認定した。

## 車両の回送
この事故を受けて閉鎖された名古屋駅14番線を再開させるには、車両を3 km西にあるJR東海・名古屋車両所に回送しなければならないが、亀裂の入った台車のまま3 kmの距離を回送させると脱線の危険があることから、JR東海は、名古屋駅にて以下の工程で3日間かけて台車を交換した上で回送することとした。
- 12月14日終電後：16 - 14号車を切り離し、牽引用として用意した別のN700系と連結させて15番線経由で名古屋車両所に移動。
- 12月15日終電後：13号車をクレーンで釣り上げ、亀裂が入った13号車東京寄りの台車を浜松工場から持ち込んだ別の台車に交換。亀裂が入った台車は、モーター類を気泡緩衝材で梱包し、JR西日本が手配したトラックに載せ博多総合車両所へ輸送（12月17日到着）。
- 12月17日終電後：13 - 1号車を名古屋車両所まで自走。

## 台車に生じた亀裂
12月19日、JR西日本は電動台車の「側梁（がわはり）」（鋼材製、断面は幅16 cm、高さ17 cmのほぼ正方形。鋼材は厚さ8 mmで中空、内部に2枚の補強材）外枠の亀裂は枠の内側と外側の面でそれぞれ下から約140 mm、亀裂の幅は最大13 mmに及び、底部でつながってコの字形になっており、17 cmある鋼材の側面高さの大半の14 cmに達していたことを発表。残り3 cmで完全に破断し、大事故に発展する恐れがある「破断寸前」の状態であった。記者会見したJR西日本の吉江則彦副社長兼鉄道本部長は「脱線など非常に大きな事故に至った可能性があった」「途中駅で止めて点検すべきだった。大きな課題だ」との認識を示し、「新幹線の安全性に対する信頼を裏切るものである」と謝罪した。
2018年2月24日、問題の台車が、台車枠の強度が基準を下回っていた可能性があると報道された。台車枠組み立ての鋼材溶接の際、溶接部位の厚さが設計で定められており、厚さを一定にするために鋼材を削って調整していたとみられる。

## 運輸安全委員会の報告
2018年6月28日、運輸安全委員会は調査の経過報告を公表し、国土交通大臣に意見を提出した。この報告によると、台車の空気ばねの内圧を解析した結果、前日の運行時から台車の亀裂が進行していたことが判明した。また、再現実験の結果、規定通りであれば亀裂が35年程度で底面の角に達するのに対し、川崎重工業が実際に行った鋼材切削作業の場合、この案件の台車のようであれば5年程度で亀裂が進行してしまうことが明らかとなった。さらに、この台車の製造時において、肉盛溶接後に本来行うべき熱処理（焼なまし）が行われた形跡がないため、溶接の熱で生じたひずみが部材に残り、そのひずみが台車に加わる力を歪ませた結果、亀裂の進行を大きくしてしまった可能性を示唆した。このほか、報告では台車の見えない部分からの非破壊検査と、走行中の異常検知・伝達システムの確立も求めた。

## 各社の対応

### JR西日本・JR東海
JR西日本は2017年12月16日付けで社長を委員長とする「新幹線安全性向上委員会」を立ち上げた。
2018年1月5日、JR西日本の来島達夫社長は会見にて、自身の月額報酬を返上するなど、役員12人の社内処分と、人事異動を発表した。
2018年2月28日、JR西日本は問題の台車の調査結果を公表し、超音波探傷装置や台車温度検知装置などを活用し、安全の確保に努めると発表した。また川崎重工業も、台車製造工程において、現場の班長の指示ミス・確認ミスが原因であることを発表した。
JR東海によると、当該編成が当日「のぞみ15号」（東京駅8時10分発博多駅行き）で運行した際、小田原市の酒匂川と豊橋市の豊川にある橋梁に設置した赤外線センサー式の「台車温度検知装置」が、台車の「継手」の温度上昇を記録していたことが報道された。この温度上昇は当時の基準の範囲内で警報が出なかったが、JR東海は台車亀裂問題の発覚後に、検知の基準値を下げる対策を行った。その前日の運行では温度上昇は見られなかった。台車温度検知装置はJR東海が開発して2015年7月に導入したが、JR西日本管轄の山陽新幹線区間では設置されていなかった。2018年6月29日に、JR西日本が山陽新幹線区間の5か所にこの装置の設置を決定していることが報道された。

### 川崎重工業（現：川崎車両）
2018年9月28日、川崎重工業はこのインシデントについて「全社品質管理委員会」の調査結果と再発防止策を公表した。石川主典副社長は、台車製造時に規定に反して鋼材が薄く削られていたことについて、担当者が「鋼材の削り込みを禁じる」注意事項を現場に説明していなかったことを明らかにした一方で、作業内容についての明確な記録や当時の作業員の記憶がなく、原因究明が徹底できなかった。社内の杜撰な管理体制と現場任せの作業姿勢に対し、神戸新聞は9月29日に「情報が社内で共有されていなかったことに起因する構造的な問題で、会社全体が風通しの良い組織になる必要がある」と社説を掲載した。
「のぞみ34号重大インシデントが原因で、川崎重工はN700Sの製造対象から外された」という説があるがこれは誤りである。JR東海は既に2009年を最後に川重との取引を打ち切っており、同社が中国向け高速鉄道車両の製造で中国に技術移転を行ったことに、JR東海が嫌悪したためとされる。